# 73. ceremonia wręczenia Złotych Globów
73. ceremonia wręczenia Złotych Globów za rok 2015 odbyła się 10 stycznia 2016 roku w Beverly Hilton Hotel w Los Angeles. Galę po raz czwarty prowadził komik i aktor Ricky Gervais. Ceremonię na terenie USA transmitowała stacja NBC.
Nominacje do nagród ogłoszono 10 grudnia 2015 roku. Ich prezentacji dokonali Angela Bassett, Chloë Moretz, America Ferrera i Dennis Quaid

## Zwycięzcy i nominowani

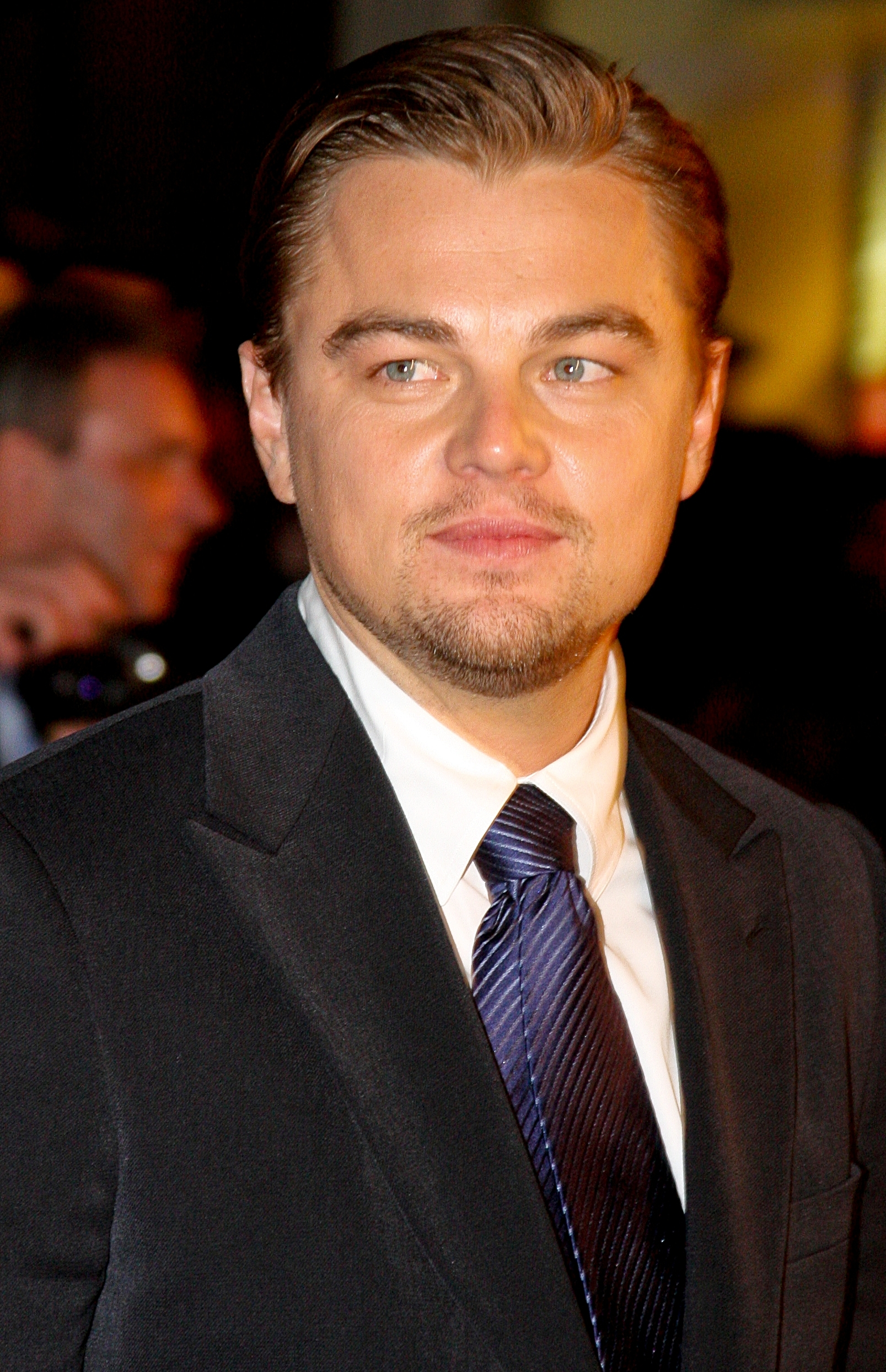
Leonardo DiCaprio, Najlepszy aktor w filmie dramatycznym

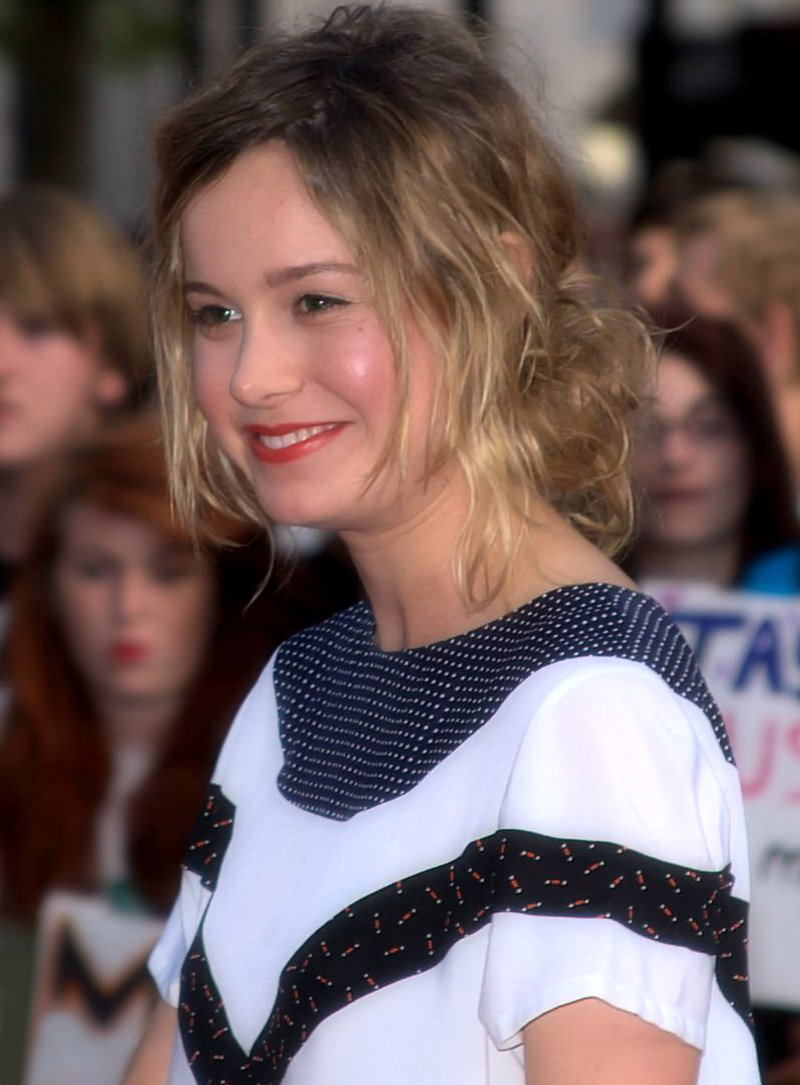
Brie Larson, Najlepsza aktorka w filmie dramatycznym

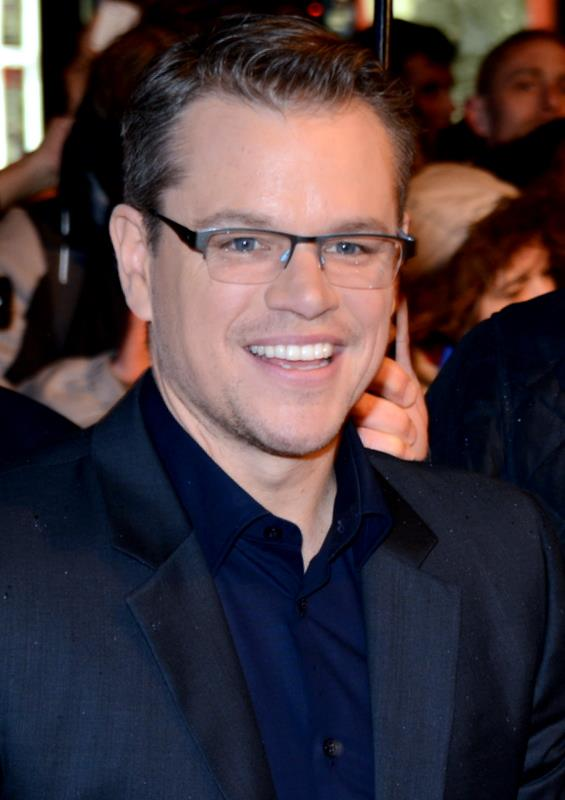
Matt Damon, Best Actor in a Motion Picture – Musical or Comedy winner

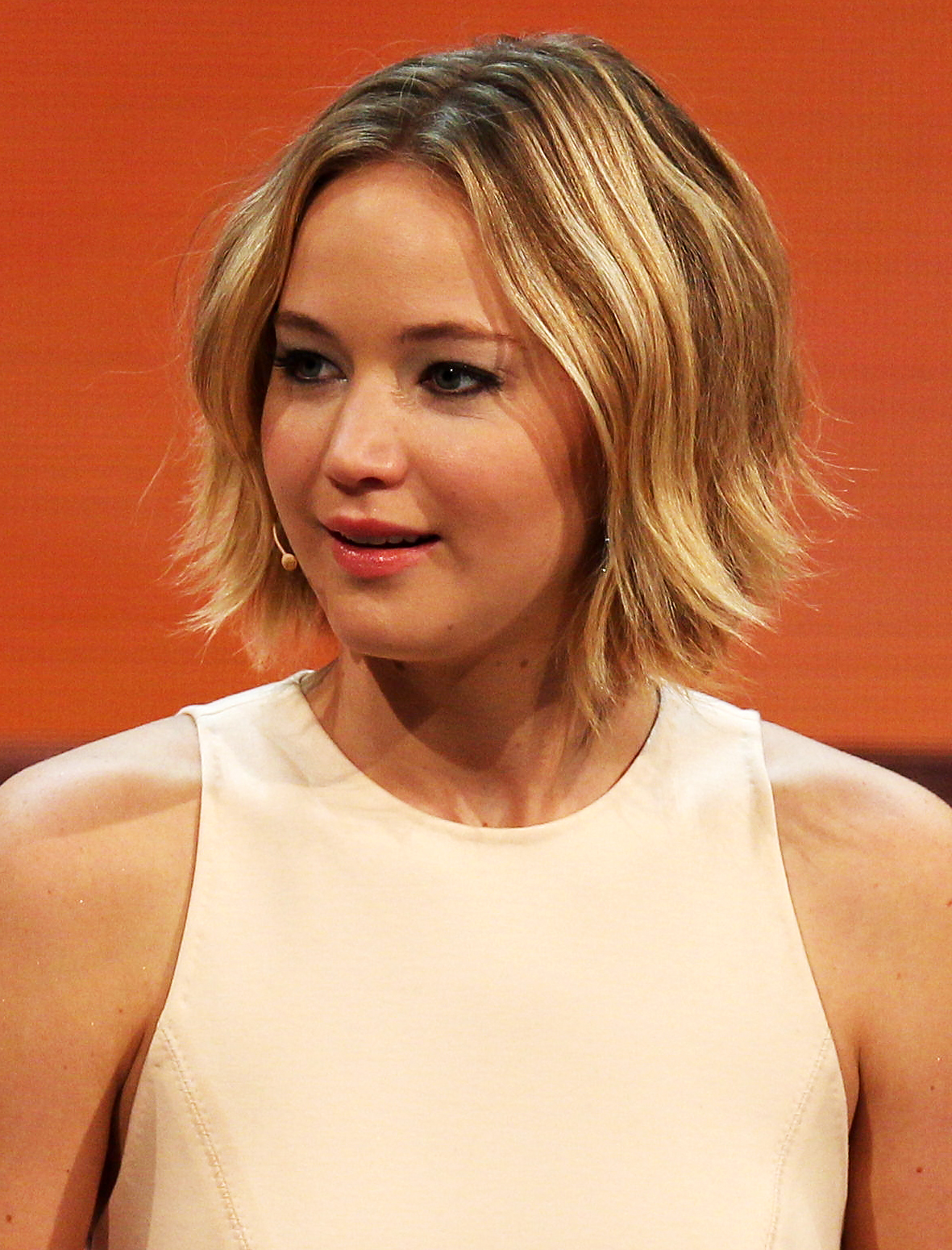
Jennifer Lawrence, Najlepsza aktorka w filmie komediowym lub musicalu

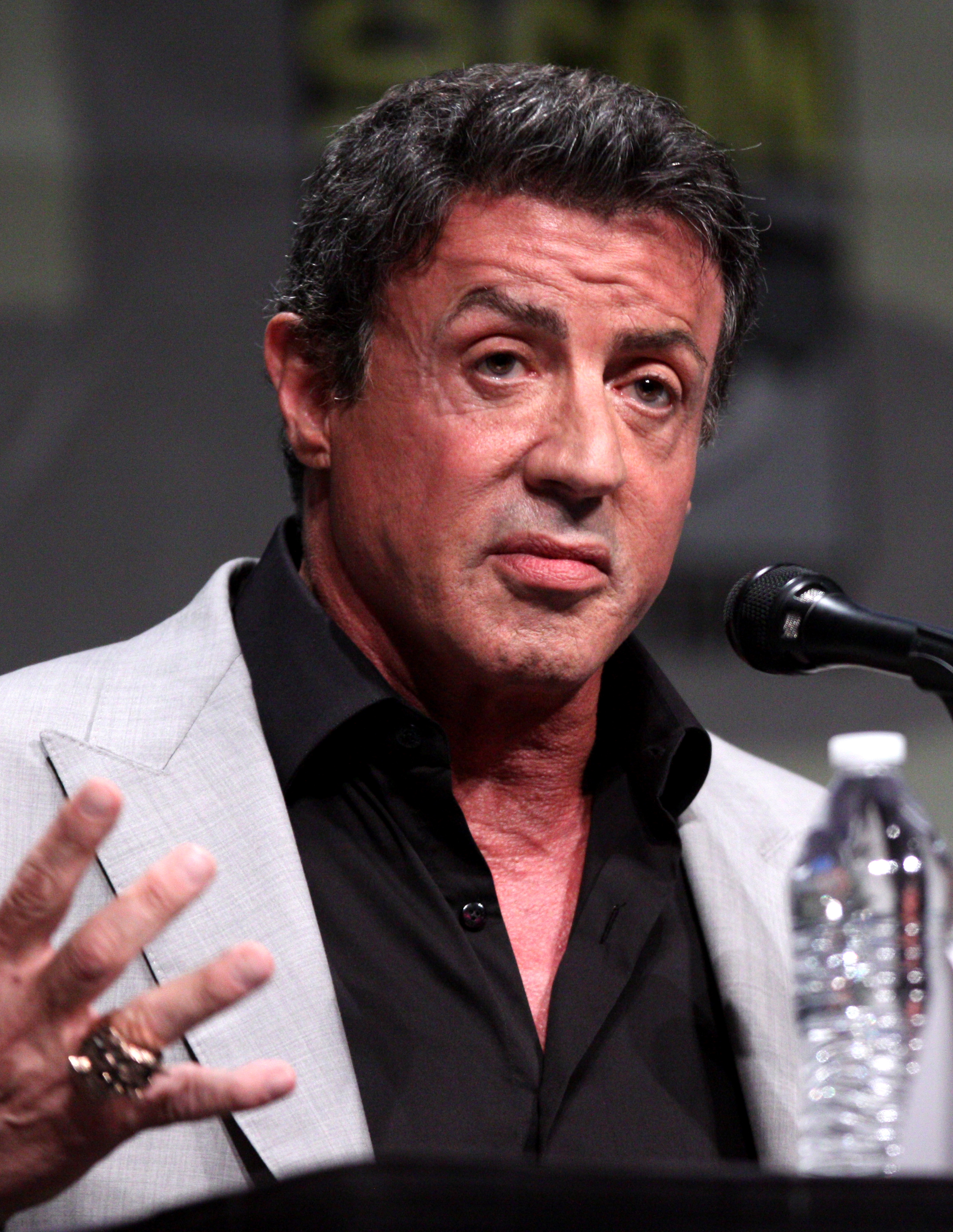
Sylvester Stallone, Najlepszy aktor drugoplanowy w filmie

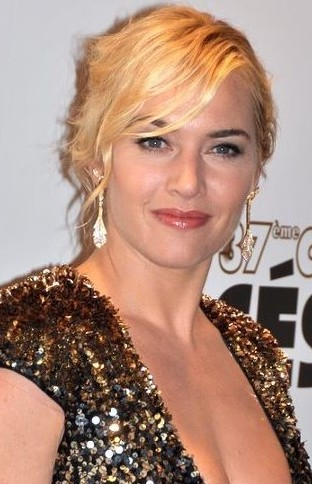
Kate Winslet, Najlepsza aktorka drugoplanowa w filmie

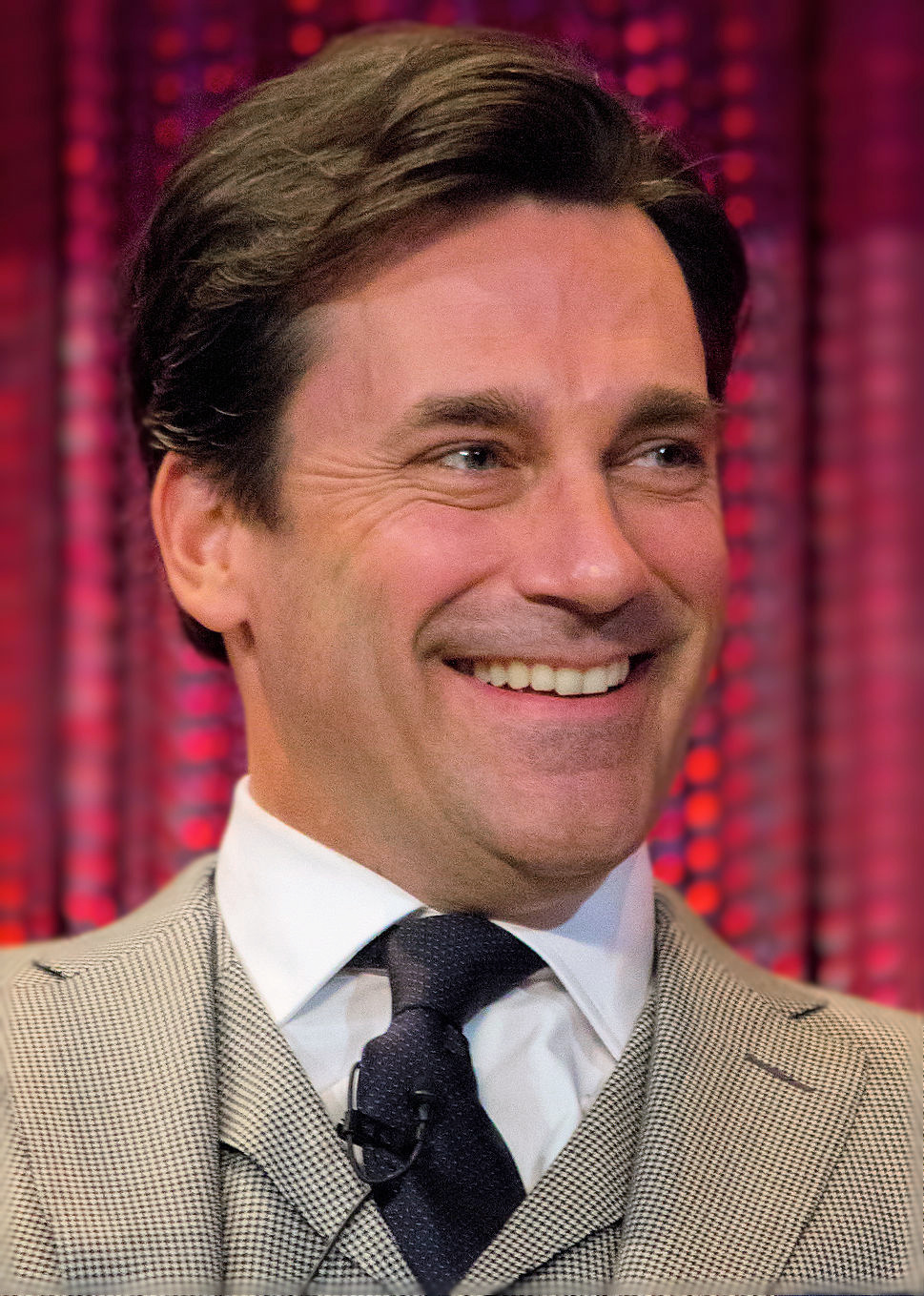
Jon Hamm, Najlepszy aktor w serialu dramatycznym

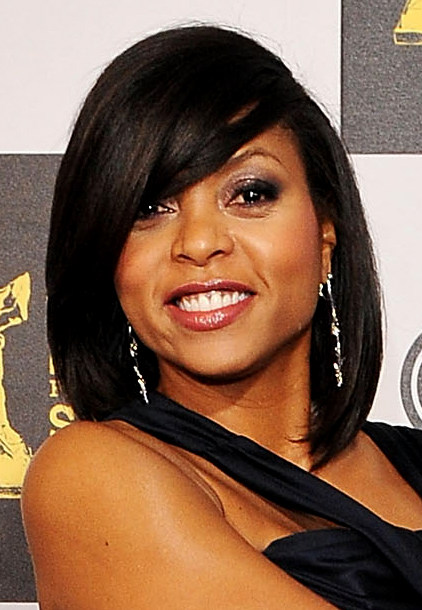
Taraji P. Henson, Najlepsza aktorka w serialu dramatycznym

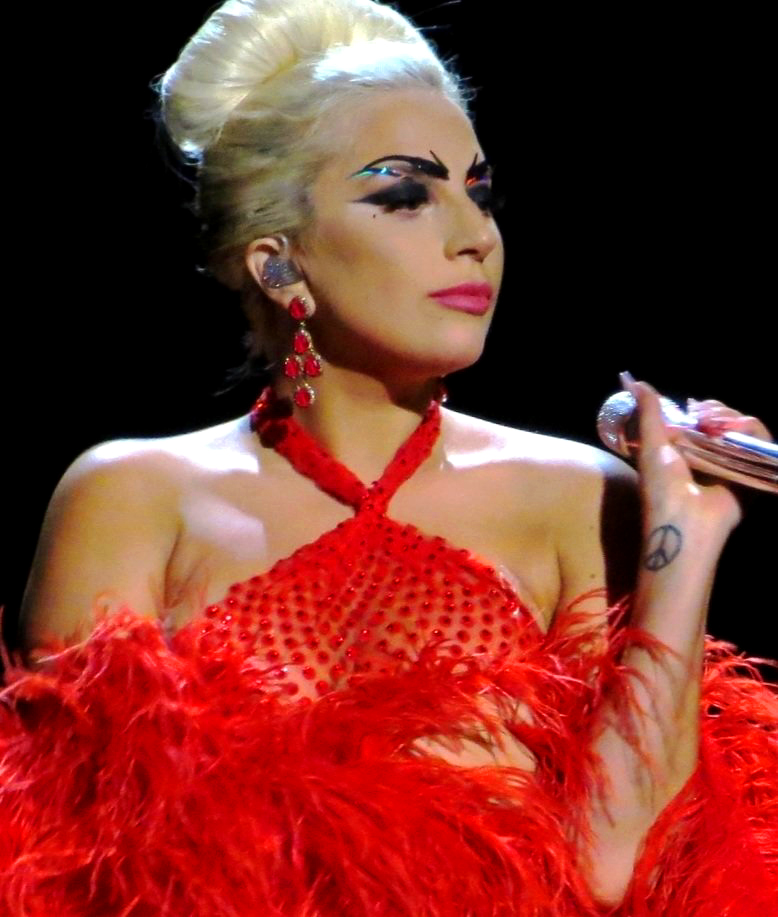
Lady Gaga, Najlepsza aktorka w miniserialu lub filmie telewizyjnym

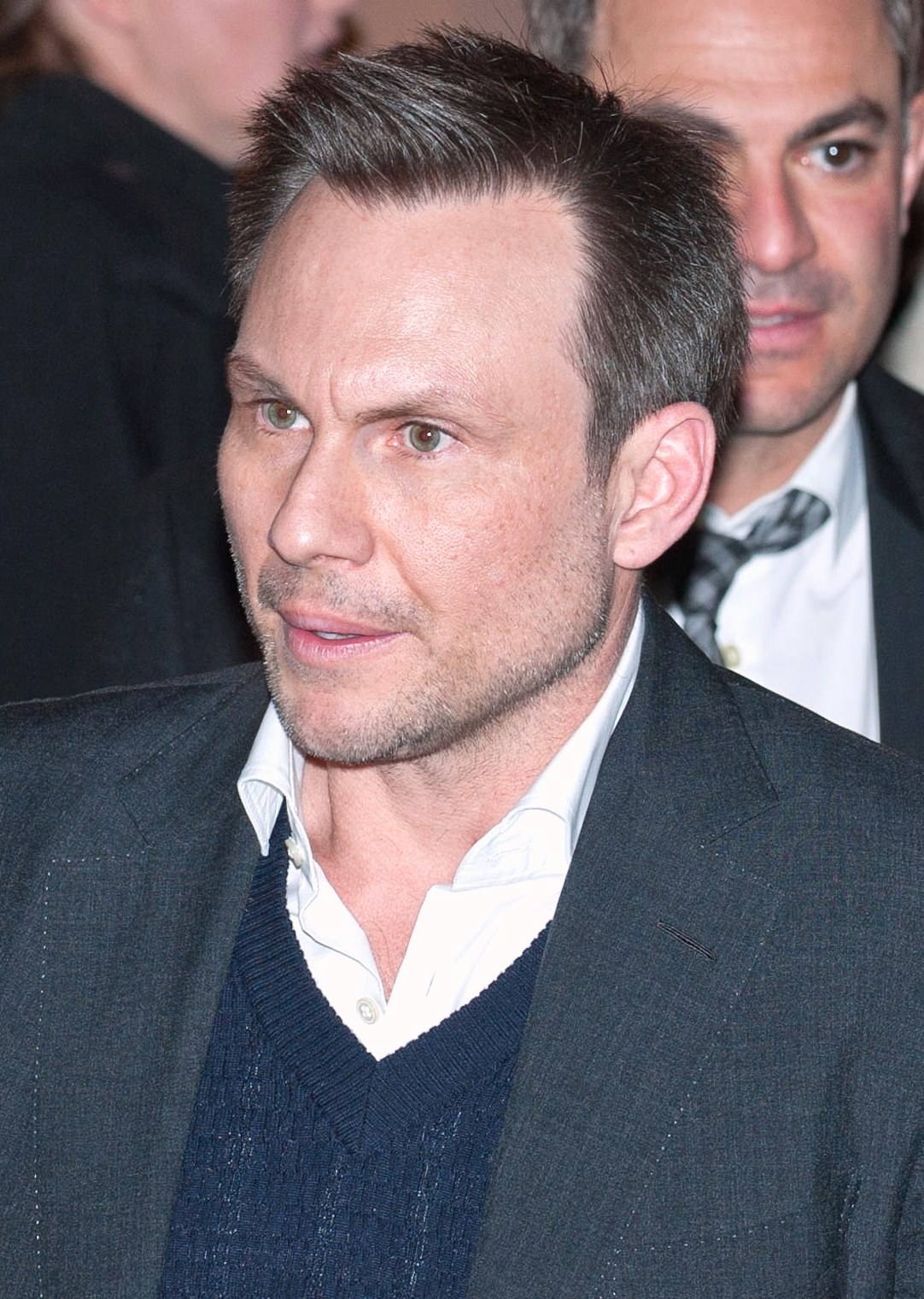
Christian Slater, Najlepszy aktor drugoplanowy w serialu

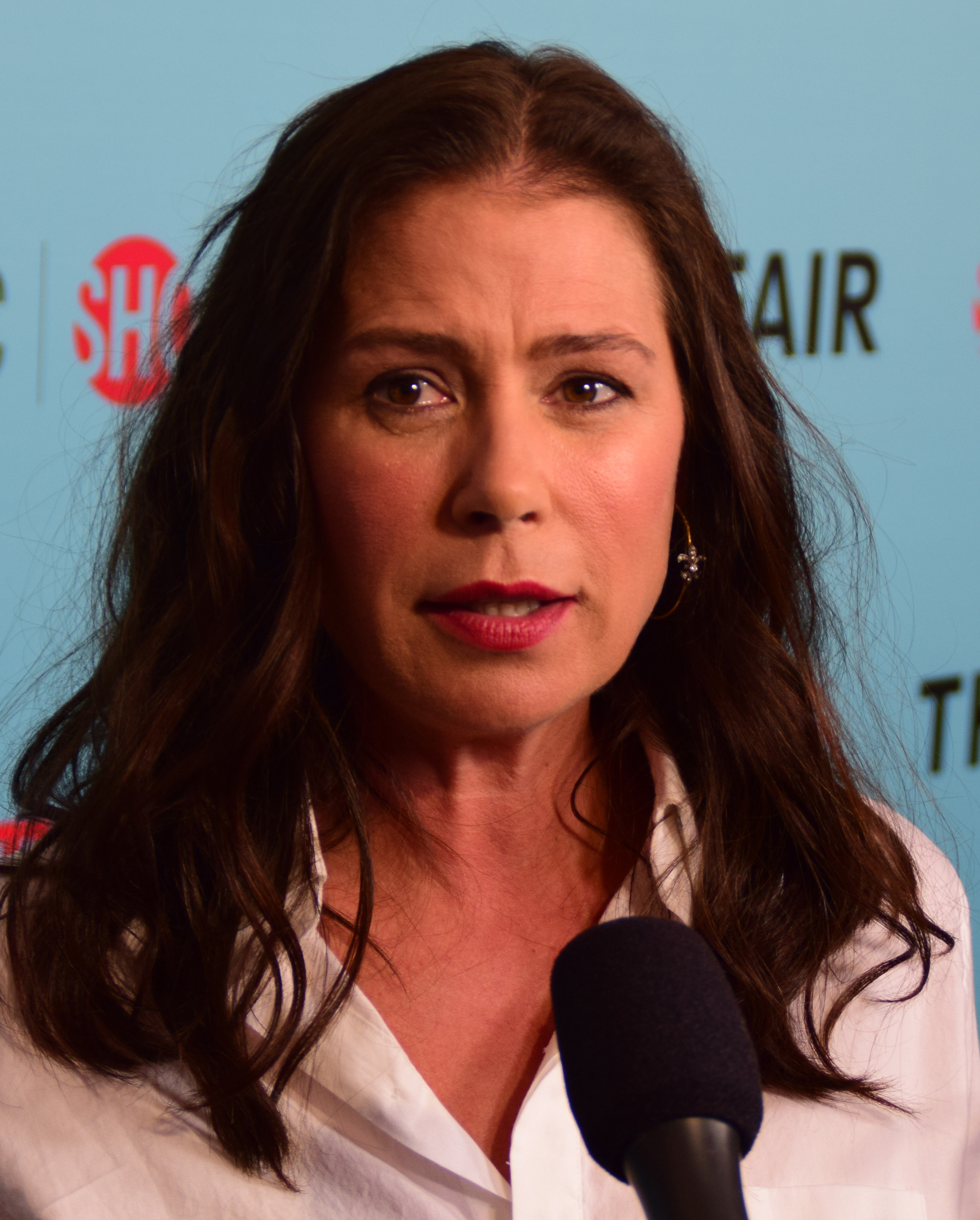
Maura Tierney, Najlepsza aktorka drugoplanowa w serialu

Lista nominowanych i zwycięzców 73. rozdania nagród Złotych Globów.

### Film
| Najlepszy film | Najlepszy film |
| Dramat | Komedia lub musical |
| --- | --- |
| - Zjawa - Carol - Mad Max: Na drodze gniewu - Pokój - Spotlight | - Marsjanin - Big Short - Joy - Agentka - Wykolejona |
| Najlepszy występ aktorski w filmie dramatycznym | |
| Aktor | Aktorka |
| - Leonardo DiCaprio – Zjawa jako Hugh Glass - Bryan Cranston – Trumbo jako Dalton Trumbo - Michael Fassbender – Steve Jobs jako Steve Jobs - Eddie Redmayne – Dziewczyna z portretu jako Lili Elbe / Einar Wegener - Will Smith – Wstrząs jako dr Bennet Omalu     | - Brie Larson – Pokój jako Joy „Ma” Newsome - Cate Blanchett – Carol jako Carol Aird - Rooney Mara – Carol jako Therese Belivet - Saoirse Ronan – Brooklyn jako Eilis Lacey - Alicia Vikander – Dziewczyna z portretu jako Gerda Wegener |
| Najlepszy występ aktorski w filmie komediowym lub musicalu | |
| Aktor | Aktorka |
| - Matt Damon – Marsjanin jako Mark Watney - Christian Bale – Big Short jako Michael Burry - Steve Carell – Big Short jako Mark Baum - Al Pacino – Idol jako Danny Collins - Mark Ruffalo – Infinitely Polar Bear jako Cam Stuart                                   | - Jennifer Lawrence – Joy jako Joy Mangano - Melissa McCarthy – Agentka jako Susan Cooper / Carol Jenkins / Penny Morgan - Amy Schumer – Wykolejona jako Amy Townsend - Maggie Smith – The Lady in the Van jako pani Mary Shepherd / Margaret Fairchild - Lily Tomlin – Grandma jako Elle Reid                                                                                                |
| Najlepszy występ aktorski w roli drugoplanowej | |
| Aktor drugoplanowy | Aktorka drugoplanowa |
| - Sylvester Stallone – Creed: Narodziny legendy jako Rocky Balboa - Paul Dano – Love & Mercy jako młody Brian Wilson - Idris Elba – Beasts of No Nation jako dowódca - Mark Rylance – Most szpiegów jako Rudolf Abel - Michael Shannon – 99 Homes jako Rick Carver | - Kate Winslet – Steve Jobs jako Joanna Hoffman - Jane Fonda – Młodość jako Brenda Morel - Jennifer Jason Leigh – Nienawistna ósemka jako Daisy Domergue - Helen Mirren – Trumbo jako Hedda Hopper - Alicia Vikander – Ex Machina jako Ava |
| Inne kategorie | |
| Reżyser | Scenariusz |
| - Alejandro González Iñárritu – Zjawa - Todd Haynes – Carol - Tom McCarthy – Spotlight - George Miller – Mad Max: Na drodze gniewu - Ridley Scott – Marsjanin | - Aaron Sorkin – Steve Jobs - Emma Donoghue – Pokój - Tom McCarthy i Josh Singer – Spotlight - Charles Randolph i Adam McKay – Big Short - Quentin Tarantino – Nienawistna ósemka |
| Muzyka | Piosenka |
| - Ennio Morricone – Nienawistna ósemka - Carter Burwell – Carol - Alexandre Desplat – Dziewczyna z portretu - Daniel Pemberton – Steve Jobs - Ryuichi Sakamoto, Alva Noto – Zjawa                                                                                  | - „Writing’s on the Wall” (Sam Smith, Jimmy Napes) – Spectre - „Love Me like You Do” (Max Martin, Savan Kotecha, Ali Payami, Tove Lo, Ilya Salmanzadeh) – Pięćdziesiąt twarzy Greya - „One Kind of Love” (Brian Wilson, Scott Bennett) – Love & Mercy - „See You Again” (DJ Frank E, Andrew Cedar, Charlie Puth, Wiz Khalifa) – Szybcy i wściekli 7 - „Simple Song #3” (David Lang) – Młodość |
| Film animowany | Film nieanglojęzyczny |
| - W głowie się nie mieści - Anomalisa - Dobry dinozaur - Fistaszki – wersja kinowa - Baranek Shaun | - Syn Szawła (Hungary) - Zupełnie Nowy Testament (Belgium/Francja/Luksemburg) - El Club (Chile) - Miekkailija (Finalndia/Niemcy/Estonia) - Mustang (Francja) |

### Wielokrotnie nominowane filmy
16 filmów zdobyło przynajmniej 2 nominacje.
| Nominacje | Filmy                     | Zwycięstwa |
| --------- | ------------------------- | ---------- |
| 5         | Carol                     | 0          |
| 4         | Steve Jobs                | 2          |
| 4         | Big Short                 | 0          |
| 4         | Zjawa                     | 3          |
| 3         | Pokój                     | 1          |
| 3         | Spotlight                 | 0          |
| 3         | Dziewczyna z portretu     | 0          |
| 3         | Nienawistna ósemka        | 1          |
| 3         | Marsjanin                 | 2          |
| 2         | Joy                       | 1          |
| 2         | Love & Mercy              | 0          |
| 2         | Mad Max: Na drodze gniewu | 0          |
| 2         | Agentka                   | 0          |
| 2         | Wykolejona                | 0          |
| 2         | Trumbo                    | 0          |
| 2         | Młodość                   | 0          |

### Telewizja
| Najlepszy serial | Najlepszy serial |
| Dramat | Komedia lub musical |
| --- | --- |
| - Mr. Robot - Imperium - Gra o tron - Narcos - Outlander | - Mozart in the Jungle - Casual - Orange Is the New Black - Dolina Krzemowa - Transparent - Figurantka |
| Najlepszy występ aktorski w serialu dramatycznym | |
| Aktor | Aktorka |
| - Jon Hamm – Mad Men jako Don Draper - Rami Malek – Mr. Robot jako Elliot Alderson - Wagner Moura – Narcos jako Pablo Escobar - Bob Odenkirk – Zadzwoń do Saula jako James Morgan „Jimmy” McGill - Liev Schreiber – Ray Donovan jako Ray Donovan                           | - Taraji P. Henson – Imperium jako Loretha „Cookie” Lyon - Caitriona Balfe – Outlander jako Claire Fraser - Viola Davis – Sposób na morderstwo jako prof. Annalise Keating, J.D. - Eva Green – Dom grozy jako Vanessa Ives - Robin Wright – House of Cards jako Claire Underwood                               |
| Najlepszy występ aktorski w serialu komediowym lub musicalu | |
| Aktor | Aktorka |
| - Gael García Bernal – Mozart in the Jungle jako Rodrigo de Souza - Aziz Ansari – Master of None jako Dev Shah - Rob Lowe – Prawomocny jako Dean Sanderson Jr. - Patrick Stewart – Pogadanki Blunta jako Walter Blunt - Jeffrey Tambor – Transparent jako Maura Pfefferman | - Rachel Bloom – Crazy Ex-Girlfriend jako Rebecca Bunch - Jamie Lee Curtis – Królowe krzyku jako dziekan Cathy Munsch - Julia Louis-Dreyfus – Figurantka jako prezydent Selina Meyer - Gina Rodriguez – Jane the Virgin jako Jane Gloriana Villanueva - Lily Tomlin – Grace and Frankie jako Frankie Bergstein |
| Najlepszy występ aktorski w miniserialu lub filmie telewizyjnym | |
| Aktor | Aktorka |
| - Oscar Isaac – Kto się odważy jako Nick Wasicsko - Idris Elba – Luther jako DCI John Luther - David Oyelowo – Słowik jako Peter Snowden - Mark Rylance – Wolf Hall jako Thomas Cromwell - Patrick Wilson – Fargo jako State Trooper Lou Solverson                         | - Lady Gaga – American Horror Story: Hotel jako Elizabeth Johnson / Hrabina - Kirsten Dunst – Fargo jako Peggy Blomquist - Sarah Hay – Pot i łzy jako Claire Robbins - Felicity Huffman – American Crime jako Barbara „Barb” Hanlon - Queen Latifah – Bessie jako Bessie Smith                                 |
| Aktor drugoplanowy | Aktorka drugoplanowa |
| - Christian Slater – Mr. Robot jako pan Robot - Alan Cumming – Żona idealna jako Eli Gold - Damian Lewis – Wolf Hall jako Król Henryk VIII - Ben Mendelsohn – Bloodline jako Danny Rayburn - Tobias Menzies – Outlander jako Frank Randall / Jonathan „Black Jack” Randall | - Maura Tierney – The Affair jako Helen Solloway - Uzo Aduba – Orange Is the New Black jako Suzanne „Szalonooka” Warren - Joanne Froggatt – Downton Abbey jako Anna Bates - Regina King – American Crime jako Aliyah Shadeed - Judith Light – Transparent jako Shelly Pfefferman                               |
| Miniserial lub film telewizyjny | |
| - Wolf Hall - American Crime - American Horror Story: Hotel - Fargo - Pot i łzy | |